# Bevinco
Il Bevinco (in corso Bevincu) è un piccolo fiume che scorre in Corsica settentrionale.

## Percorso
Nasce sul monte Reghia di Pozzo, e segue un percorso nord-est. Dopo aver percorso 28 chilometri, si getta nello stagno di Biguglia tributario del mar Tirreno a poca distanza da Bastia sulla costa orientale della Corsica.